# Actaletidae
Famille
Les Actaletidae sont une famille de collemboles.
Elle comporte douze espèces dans deux genres.

## Liste des genres
Selon Checklist of the Collembola of the World (version du 14 septembre 2019) :
- Actaletes Giard, 1889
- Spinactaletes Soto-Adames, 1988

## Publication originale
- Börner, 1902 : Über das Antennalorgan III der Collembolen un die systematisch Stellung der Gattungen Tetracanthella Schott und Actaletes Giard. Zoologischer Anzeiger, vol. 25, p. 92-116 (texte intégral).